# Jan Mybrand
Jan Torsten Mybrand, född 26 januari 1959 i Kolsva, Västmanlands län, är en svensk skådespelare.
Efter att han gått ut Teaterhögskolan i Stockholm gjorde han sin praktikperiod på Folkteatern i Gävle. Mybrand anställdes 1987 vid Stockholms Stadsteater, där han fortfarande arbetar.
Han är känd för sin roll som den snälle och godtrogne Kaj i filmen Black Jack. En annan känd roll gör han i TV-serien Sjukan där han spelar den orolige Patrik Larsson. Han medverkade även i Änglagård-filmerna.

## Filmografi

### Filmer
| År   | Titel                                     | Roll                  | Noter        |
| ---- | ----------------------------------------- | --------------------- | ------------ |
| 1987 | Nionde kompaniet                          | Persson               |              |
| 1989 | Vägen hem                                 | Långtradarchauffören  |              |
| 1990 | Black Jack                                | Kaj                   |              |
| 1992 | Änglagård                                 | Per-Ove Ågren         |              |
| 1992 | Jönssonligan & den svarta diamanten       | Personal på sjukhuset |              |
| 1993 | Sista dansen                              | Journalist            | Okrediterad. |
| 1994 | Änglagård – andra sommaren                | Per-Ove Ågren         |              |
| 1995 | Jönssonligans största kupp                | Säkerhetsvakt         |              |
| 1996 | Jerusalem                                 | Gabriel               |              |
| 1996 | När Finbar försvann                       | Polisman              |              |
| 1997 | Kalle Blomkvist och Rasmus                | Professorn            |              |
| 1997 | Selma & Johanna – en roadmovie            | Per                   |              |
| 1998 | Beck – The Money Man                      | Karlberg              |              |
| 1999 | Trettondagsafton                          | Sebastian             |              |
| 1999 | Vägen ut                                  | Ralf                  |              |
| 1999 | Stjärnsystrar                             | Johan                 |              |
| 1999 | Trettondagsafton                          | Sebastian             |              |
| 2000 | Hundhotellet – En mystisk historia        | Picasso               | Röstroll.    |
| 2000 | Det blir aldrig som man tänkt sig         | Christoffer           |              |
| 2000 | Vingar av glas                            | Präst                 |              |
| 2001 | Blå måndag                                | Jan                   |              |
| 2001 | Sprängaren                                | Olof Faltin           |              |
| 2001 | Monsters, Inc.                            | Randall "Randy" Boggs | Svensk röst. |
| 2004 | En del av mitt hjärta                     | Lennart               |              |
| 2004 | Kärlekens språk                           | Ulf                   |              |
| 2005 | 27 sekundmeter snö                        | Birger                |              |
| 2007 | Underbar och älskad av alla               | Boström               |              |
| 2007 | August                                    | Servitör              |              |
| 2008 | Den första dagen                          |                       | Kortfilm.    |
| 2008 | Vi hade i alla fall tur med vädret – igen | Hans                  |              |
| 2008 | Löftet                                    | Hans                  | Kortfilm.    |
| 2009 | Män som hatar kvinnor                     | Ekonomichef           | Okrediterad. |
| 2009 | Kenny Begins                              | Rutger Oversmart      |              |
| 2009 | Mera ur kärlekens språk                   | Ulf                   |              |
| 2009 | Wallander – Skulden                       | Greger Frankman       |              |
| 2010 | Toy Story 3                               | Woody                 | Svensk röst. |
| 2010 | Kommissarie Späck                         | Roger                 |              |
| 2010 | Änglagård – tredje gången gillt           | Per-Ove Ågren         |              |
| 2013 | Monsters University                       | Randall "Randy" Boggs | Svensk röst. |
| 2017 | Same Same                                 | Mr. Lonely            |              |
| 2017 | The Wife                                  | Arvid Engdahl         |              |
| 2018 | Tårtgeneralen                             | Helikopterpilot       |              |
| 2018 | María                                     | Björn                 | Kortfilm.    |
| 2019 | Toy Story 4                               | Woody                 | Svensk röst. |
| 2020 | Pool                                      | Micke                 |              |

### TV
| År   | Titel                   | Roll                | Noter                 |
| ---- | ----------------------- | ------------------- | --------------------- |
| 1991 | Storstad                | Björn Tidigs        | Säsong 3              |
| 1993 | Rosenbaum               | Wiktorsson          | Avsnitt 1-3           |
| 1993 | Den gråtande ministern  | Camparen            | Två avsnitt           |
| 1994 | Den vite riddaren       | Benny Östh          | Avsnitt 1-2           |
| 1994 | Fallet Paragon          | Berusad man         | Avsnitt 3             |
| 1995 | Sjukan                  | Patrik Larsson      | Huvudroll             |
| 1997 | En fyra för tre         | Canopus             | Säsong 3, avsnitt 8   |
| 1997 | Chock                   | Sonen               | Avsnitt 2             |
| 1997 | Detta har hänt          | Stefan Schalke      | Säsong 3, avsnitt 7   |
| 1998 | OP7                     |                     | Avsnitt 10 & 12       |
| 1998 | Pappas flicka           | Jörgen              | Säsong 2, avsnitt 1   |
| 1998 | Rederiet                | Jörgen 2            | Säsong 13, avsnitt 10 |
| 1999 | Jakten på en mördare    | Emil Grankvist      | Avsnitt 3             |
| 1999 | Två som oss             | Polisman            | Avsnitt 1             |
| 1999 | c/o Segemyhr            | Optikern            | Säsong 3, Avsnitt 8   |
| 2000 | Skärgårdsdoktorn        | Martin Blom         | Säsong 3, avsnitt 4   |
| 2000 | Brottsvåg               | Billy Nilsson       | Säsong 2, avsnitt 2   |
| 2000 | Räkfrossa               | Lärare              | Avsnitt 1 & 6         |
| 2002 | Olivia Twist            | Lärare              | Avsnitt 1             |
| 2002 | Cleo                    | Läkare              | Säsong 1              |
| 2003 | De drabbade             | Jonas               | Avsnitt 1 & 4         |
| 2003 | En ö i havet            | Livsmedelshandlaren | Avsnitt 1-6           |
| 2003 | Paragraf 9              | Henrik Persson      | Avsnitt 4             |
| 2005 | Kommissionen            | Skolministern Leif  | Avsnitt 1             |
| 2007 | Labyrint                | Torkel              | Avsnitt 6             |
| 2008 | Höök                    | Göran Ask           | Avsnitt 1-2           |
| 2009 | Mannen under trappan    | Ulf                 | Avsnitt 1-4           |
| 2009 | Playa del Sol           | Krister Aspelin     | Säsong 2, Avsnitt 5   |
| 2009 | Morden                  | Lennart             | Avsnitt 1             |
| 2009 | Hotell Kantarell        | Gästen              | Säsong 3, Avsnitt 6   |
| 2010 | Solsidan                | Städare             | Säsong 1, avsnitt 10  |
| 2010 | Kommissarie Winter      | Jan Rickardsson     | Avsnitt 5-6           |
| 2012 | Arne Dahl: Europa Blues | Harald Sheinkman    | Avsnitt 1-2           |
| 2014 | Welcome to Sweden       | Tulltjänsteman      | Avsnitt 1             |
| 2017 | Innan vi dör            | Richard Ohlsson     | Avsnitt 1             |
| 2018 | Sommaren med släkten    | Lars                | Säsong 2, avsnitt 5   |
| 2020 | Top Dog                 | Jan Ferm            | Avsnitt 1-5           |
| 2022 | Nattryttarna            | Åklagare Mats-Erik  | Avsnitt 7-8           |

## Teater

### Roller (ej komplett)
| År   | Roll                                       | Produktion                                                                          | Regi                                                                        | Teater                   |
| ---- | ------------------------------------------ | ----------------------------------------------------------------------------------- | --------------------------------------------------------------------------- | ------------------------ |
| 1991 | Olof                                       | Minns du den stad Per Anders Fogelström                                             | Johan Bergenstråhle                                                         | Stockholms stadsteater   |
| 1991 | Frank                                      | Järnbörd Magnus Dahlström                                                           | Måns Edwall                                                                 | Stockholms stadsteater   |
| 1995 |                                            | Det är väl ingenting att bråka om! Iwa Boman                                        |                                                                             | Stockholms stadsteater   |
| 1996 | Tom Johansson                              | Solskenspojkarna (The Sunshine Boys) Neil Simon                                     | Hans Klinga                                                                 | Intiman                  |
| 1999 | Pierre                                     | Piaf Pam Gems                                                                       | Benny Fredriksson                                                           | Stockholms stadsteater   |
| 1999 | Hemming Gadh                               | Stockholmsblod Olov Svedelid och Kalle Sörnäs                                       | Peter Harryson                                                              | Stockholms stadsteater   |
| 2001 | Läkaren Bonden Man i klädbutiken Hallicken | Komisk talang (Comic Potential) Alan Ayckbourn                                      | Agneta Ehrensvärd                                                           | Dramaten                 |
| 2002 | Bobtjinskij, godsägare bosatt i staden     | Revisorn (Ревизор, Revizor) Nikolaj Gogol                                           | Wilhelm Carlsson                                                            | Chinateatern             |
| 2005 | Smith, polis                               | Tolvskillingsoperan (Die Dreigroschenoper) Bertolt Brecht och Kurt Weill            | Lars Rudolfsson                                                             | Stockholms stadsteater   |
| 2007 | Tabaqui                                    | Djungelboken (The Jungle Book) Rudyard Kipling                                      | Alexander Mørk-Eidem                                                        | Stockholms stadsteater   |
| 2008 | Teddy Brewster                             | Arsenik och gamla spetsar (Arsenic and Old Lace) Joseph Kesselring                  | Eva Dahlman                                                                 | Stockholms stadsteater   |
| 2009 | Kung Ludvig XIII                           | De tre musketörerna Alexander Mørk-Eidem                                            | Alexander Mørk-Eidem                                                        | Stockholms stadsteater   |
| 2010 |                                            | 4 X Mark Ravenhill Mark Ravenhill                                                   | Hilde Brinchmann Børresen Tatu Hämäläinen Jens Karlsson Martin Rosengardten | Stockholms stadsteater   |
| 2011 | Tabaqui                                    | Djungelboken (The Jungle Book) Rudyard Kipling                                      | Alexander Mørk-Eidem                                                        | Stockholms stadsteater   |
| 2011 | John                                       | Vänner (Absent Friends) Alan Ayckbourn                                              | Sissela Kyle                                                                | Stockholms stadsteater   |
| 2012 | Nanna Smergel                              | Peter Pan och Wendy (Peter Pan and Wendy) J.M. Barrie i ny version av Anders Duus   | Pia Johansson                                                               | Stockholms stadsteater   |
| 2012 | Kung Ludvig XIII                           | De tre musketörerna Alexander Mørk-Eidem                                            | Alexander Mørk-Eidem                                                        | Stockholms stadsteater   |
| 2013 | Epichodov                                  | Körsbärsträdgården (Вишнёвый сад, Visjnjovyj sad) Anton Tjechov                     | Eirik Stubø                                                                 | Stockholms stadsteater   |
| 2014 | Tabaqui                                    | Djungelboken (The Jungle Book) Rudyard Kipling                                      | Alexander Mørk-Eidem                                                        | Kulturhuset Stadsteatern |
| 2015 | Nino                                       | Momo eller kampen om tiden (Momo) Michael Ende                                      | Allan Svensson                                                              | Kulturhuset Stadsteatern |
| 2016 |                                            | Maratondansen (They shoot horses, don't they?) Horace McCoy                         | Kenneth Kvarnström                                                          | Kulturhuset Stadsteatern |
| 2017 | Vilhelm Foldal                             | Bankdirektör Borkman (John Gabriel Borkman) Henrik Ibsen                            | Dritëro Kasapi                                                              | Kulturhuset Stadsteatern |
| 2017 | Clifford Allen                             | Bortförd vid midnatt (Taken at Midnight) Mark Hayhurst                              | Philip Zandén                                                               | Kulturhuset Stadsteatern |
| 2017 | David                                      | Våra drömmars stad Per Anders Fogelström                                            | Linus Tunström                                                              | Kulturhuset Stadsteatern |
| 2018 | Ned Alleyn                                 | Shakespeare in Love Marc Norman och Tom Stoppard                                    | Ronny Danielsson                                                            | Kulturhuset Stadsteatern |
| 2019 | Clyde Gabriel                              | Häxorna i Eastwick (The Witches of Eastwick) John Dempsey och Dana P. Rowe          | Rachel Kavanaugh                                                            | Cirkus, Stockholm        |
| 2022 | Hawaii, inneboende på gården               | Morbror Janne – Scener från livet på landet (Дядя Ваня, Djadja Vanja) Anton Tjechov | Alexander Mørk-Eidem                                                        | Kulturhuset Stadsteatern |
| 2023 |                                            | Röde Orm Frans G. Bengtsson                                                         | Alexander Mørk-Eidem                                                        | Kulturhuset Stadsteatern |
| 2024 |                                            | Jussi Björn Runge                                                                   | Björn Runge                                                                 | Kulturhuset Stadsteatern |
| 2024 | Per Klockare                               | Härlig är jorden Viktor Tjerneld                                                    | Viktor Tjerneld                                                             | Kulturhuset Stadsteatern |
| 2025 |                                            | Studie i mänskligt beteende Lena Andersson                                          | Sissela Kyle                                                                | Kulturhuset Stadsteatern |